# Israel nos Jogos Olímpicos
Israel compete nos Jogos Olímpicos de Verão como país independente desde 1952 (só não participou dos Jogos em 1980, quando se juntou ao boicote). Nos Jogos Olímpicos de Verão de 1972, 11 membros da delegação israelense foram assassinados por terroristas do Setembro Negro.
Atletas israelenses competem nos Jogos Olímpicos de Inverno desde a edição de Lillehammer, em 1994.

## Medalhas
| Edição         |   |   |   |   |
| -------------- | - | - | - | - |
| Barcelona 1992 | 0 | 1 | 1 | 2 |
| Atlanta 1996   | 0 | 0 | 1 | 1 |
| Sydney 2000    | 0 | 0 | 1 | 1 |
| Atenas 2004    | 1 | 0 | 1 | 2 |
| Pequim 2008    | 0 | 0 | 1 | 1 |

| Edição         | Atleta           | Prova                        | Classificação |
| -------------- | ---------------- | ---------------------------- | ------------- |
| Barcelona 1992 | Yael Arad        | Judô: até 61 kg feminino     | Prata         |
| Barcelona 1992 | Oren Smadja      | Judô: até 71 kg masculino    | Bronze        |
| Atlanta 1996   | Gal Fridman      | Vela: Mistral masculino      | Bronze        |
| Sydney 2000    | Michael Kolganov | Canoagem: K-1 500m masculino | Bronze        |
| Atenas 2004    | Gal Fridman      | Vela: Mistral masculino      | Ouro          |
| Atenas 2004    | Ariel Zeevi      | Judô: até 100 kg masculino   | Bronze        |
| Pequim 2008    | Shahar Zubari    | Vela: Mistral masculino      | Bronze        |